# Reggina Calcio 1994-1995
Questa voce raccoglie le informazioni riguardanti la Reggina Calcio nelle competizioni ufficiali della stagione 1994-1995.

## Stagione
Nella stagione 1994-1995 la Reggina allenata da Giuliano Zoratti, dopo essersi laureata campione d'inverno ha concluso il girone B della Serie C1 1994-1995 al primo posto, conquistando pertanto la promozione in Serie B. Gli abbonati per questa annata furono 2.010. La media spettatori fu di 7.000. La partita con più spettatori (13.720 più della capienza ufficiale) è stata Reggina-Siracusa terminata (0-0) ma con relativa promozione. Lo stadio era il Comunale con una capienza di 12.900 posti (4600 posti in gradinata, 3400 posti in tribuna coperta di cui 500 seggiolati, 2900 in curva nord, 2000 in curva sud). L'attaccante reggino Alfredo Aglietti con 20 reti si è laureato miglior marcatore del girone B. In Coppa Italia viene eliminata al primo turno dal Lecce. Lecce - Reggina 2-2 poi vittorioso ai calci di rigore per gli errori amaranto di Manari e Parpiglia. Al termine della stagione, l'attaccante amaranto Alfredo Aglietti ha conquistato il titolo di capocannoniere del girone B con 20 gol.

## Divise e sponsor
Il fornitore tecnico è Devis per il terzo anno. Lo sponsor ufficiale è A & O Supermercati
| Casa | Trasferta | terza maglia |

## Rosa
| N. |                   | Ruolo | Calciatore        |
| -- | ----------------- | ----- | ----------------- |
| -  | Italia (bandiera) | P     | Sandro Merlo      |
| -  | Italia (bandiera) | P     | Cesare Morciano   |
| -  | Italia (bandiera) | D     | Roberto Cevoli    |
| -  | Italia (bandiera) | D     | Bruno Cirillo     |
| -  | Italia (bandiera) | D     | Marcello Ferrara  |
| -  | Italia (bandiera) | D     | Simone Giacchetta |
| -  | Italia (bandiera) | D     | Carmelino Gioffrè |
| -  | Italia (bandiera) | D     | Salvatore Lanna   |
| -  | Italia (bandiera) | D     | Maurizio Marin    |
| -  | Italia (bandiera) | D     | Carmelo Parpiglia |
| -  | Italia (bandiera) | D     | Maurizio Poli     |
| -  | Italia (bandiera) | C     | Steven Torbidoni  |
| -  | Italia (bandiera) | D     | Maurizio Vincioni |

| N. |                   | Ruolo | Calciatore       |
| -- | ----------------- | ----- | ---------------- |
| -  | Italia (bandiera) | C     | Marco Carrara    |
| -  | Italia (bandiera) | C     | Andrea Guernier  |
| -  | Italia (bandiera) | C     | Roberto Crea     |
| -  | Italia (bandiera) | C     | Giuseppe Manari  |
| -  | Italia (bandiera) | C     | Massimo Mariotto |
| -  | Italia (bandiera) | C     | Andrea Montinaro |
| -  | Italia (bandiera) | C     | Marco Tomaselli  |
| -  | Italia (bandiera) | C     | Domenico Toscano |
| -  | Italia (bandiera) | A     | Alfredo Aglietti |
| -  | Italia (bandiera) | A     | Rubens Pasino    |
| -  | Italia (bandiera) | A     | Emilio Belmonte  |
| -  | Italia (bandiera) | A     | Alex Visentin    |

## Risultati

### Campionato

#### Girone di andata
| Pozzuoli 28 agosto 1994, ore 14:30 1ª giornata      | Turris    | 0 – 2             | Reggina | Stadio Domenico Conte (2.000 spett.) |
| \| \| \| \| \| \| Marcatori \| 34’, 35’ Aglietti \| |           |                   |         |                                      |
|                                                     |           |                   |         |                                      |
|                                                     | Marcatori | 34’, 35’ Aglietti |         |                                      |

| Arbitro: | Preschern (Mestre) |

|                                |           |  |
| Aglietti 16’, 91’ Visentin 23’ | Marcatori |  |

| Catania 11 settembre 1994, ore 14:30 3ª giornata                  | Atletico Catania | 1 – 1        | Reggina | Cibali (2.800 spett.) |
| \| \| \| \| \| Gianguzzo 48 s.t.’ \| Marcatori \| 28’ Aglietti \| |                  |              |         |                       |
|                                                                   |                  |              |         |                       |
| Gianguzzo 48 s.t.’                                                | Marcatori        | 28’ Aglietti |         |                       |

| Arbitro: | Ercolino (Cassino) |

|                                      |           |                           |
| Visentin 4’ Visentin 44’ Toscano 79’ | Marcatori | 56’ Balesini 90’ Montella |

| Nola 25 settembre 1994, ore 14:30 5ª giornata | Nola | 0 – 0 | Reggina | Stadio Comunale (1.100 spett.) |

| Reggio Calabria 2 ottobre 1994, ore 14:30 6ª giornata | Reggina | 0 – 0 | Trapani | Stadio Comunale (5.500 spett.) |

| Casarano 9 ottobre 1994, ore 14:30 7ª giornata                          | Casarano  | 2 – 1        | Reggina | Stadio Giuseppe Capozza (2.000 spett.) |
| \| \| \| \| \| Passoni 25’ Cancelli 56’ \| Marcatori \| 70’ Aglietti \| |           |              |         |                                        |
|                                                                         |           |              |         |                                        |
| Passoni 25’ Cancelli 56’                                                | Marcatori | 70’ Aglietti |         |                                        |

| Reggio Calabria 16 ottobre 1994, ore 14:30 8ª giornata    | Reggina   | 2 – 0 | Juventus Stabia | Stadio Comunale (7.500 spett.) |
| \| \| \| \| \| Manari 31’ Aglietti 52’ \| Marcatori \| \| |           |       |                 |                                |
|                                                           |           |       |                 |                                |
| Manari 31’ Aglietti 52’                                   | Marcatori |       |                 |                                |

| Reggio Calabria 23 ottobre 1994 9ª giornata                 | Reggina   | 1 – 1         | Gualdo | Stadio Comunale (7.600 spett.) |
| \| \| \| \| \| Mariotto 7’ \| Marcatori \| 10’ Tomassini \| |           |               |        |                                |
|                                                             |           |               |        |                                |
| Mariotto 7’                                                 | Marcatori | 10’ Tomassini |        |                                |

| Arbitro: | Rossi (Ciampino) |

|              |           |            |
| Varriale 79’ | Marcatori | 64’ Pasino |

| Reggio Calabria 13 novembre 1994, ore 14:30 11ª giornata | Reggina   | 0 – 2                 | Avellino | Stadio Comunale (12.000 spett.) |
| \| \| \| \| \| \| Marcatori \| 25’ Fresta 90’ Minuti \|  |           |                       |          |                                 |
|                                                          |           |                       |          |                                 |
|                                                          | Marcatori | 25’ Fresta 90’ Minuti |          |                                 |

| Arbitro: | Gambino (Barletta) |

|  |           |              |
|  | Marcatori | 43’ Aglietti |

| Reggio Calabria 27 novembre 1994, ore 14:30 13ª giornata | Reggina   | 1 – 0 | Pontedera | Stadio Comunale (7.500 spett.) |
| \| \| \| \| \| Aglietti 41’ \| Marcatori \| \|           |           |       |           |                                |
|                                                          |           |       |           |                                |
| Aglietti 41’                                             | Marcatori |       |           |                                |

| Siracusa 4 dicembre 1994 14ª giornata                      | Siracusa  | 0 – 2                    | Reggina | Stadio Nicola De Simone (2.500 spett.) |
| \| \| \| \| \| \| Marcatori \| 35’ Aglietti 68’ Carrara \| |           |                          |         |                                        |
|                                                            |           |                          |         |                                        |
|                                                            | Marcatori | 35’ Aglietti 68’ Carrara |         |                                        |

| Reggio Calabria 11 dicembre 1994, ore 14:30 15ª giornata                          | Reggina   | 2 – 1            | Chieti | Stadio Comunale (8.500 spett.) |
| \| \| \| \| \| Aglietti 79’ (Rig.) Manari 93’ \| Marcatori \| 87’ Scognamiglio \| |           |                  |        |                                |
|                                                                                   |           |                  |        |                                |
| Aglietti 79’ (Rig.) Manari 93’                                                    | Marcatori | 87’ Scognamiglio |        |                                |

| Roma 18 dicembre 1994 16ª giornata                  | Lodigiani | 0 – 2             | Reggina | Flaminio (1.000 spett.) |
| \| \| \| \| \| \| Marcatori \| 14’, 44’ Aglietti \| |           |                   |         |                         |
|                                                     |           |                   |         |                         |
|                                                     | Marcatori | 14’, 44’ Aglietti |         |                         |

| Reggio Calabria 30 dicembre 1994, ore 14:30 17ª giornata               | Reggina   | 3 – 0 | Sora | Stadio Comunale (9.000 spett.) |
| \| \| \| \| \| Toscano 18’ Carrara 28’ Aglietti 83’ \| Marcatori \| \| |           |       |      |                                |
|                                                                        |           |       |      |                                |
| Toscano 18’ Carrara 28’ Aglietti 83’                                   | Marcatori |       |      |                                |

#### Girone di ritorno
| Reggio Calabria 8 gennaio 1995, ore 14:30 18ª giornata                 | Reggina   | 3 – 0 | Turris | Comunale (9.800 spett.) |
| \| \| \| \| \| Cevoli 28’ Belmonte 41’ Aglietti 45’ \| Marcatori \| \| |           |       |        |                         |
|                                                                        |           |       |        |                         |
| Cevoli 28’ Belmonte 41’ Aglietti 45’                                   | Marcatori |       |        |                         |

| Arbitro: | Serena (Bassano del Grappa) |

|            |           |  |
| D'Urso 50’ | Marcatori |  |

| Reggio Calabria 29 gennaio 1995, ore 14:30 20ª giornata | Reggina   | 1 – 0 | Atletico Catania | Comunale (7.800 spett.) |
| \| \| \| \| \| Manari 91’ \| Marcatori \| \|            |           |       |                  |                         |
|                                                         |           |       |                  |                         |
| Manari 91’                                              | Marcatori |       |                  |                         |

| Empoli 19 febbraio 1995, ore 14:30 21ª giornata | Empoli             | 0 – 0 | Reggina | Stadio Carlo Castellani (3.000 spett.)\| Arbitro: \| Preschern (Mestre) \| |
| Arbitro:                                        | Preschern (Mestre) |       |         |                                                                            |

| Reggio Calabria 26 febbraio 1995, ore 14:30 22ª giornata | Reggina   | 1 – 0 | Nola | Comunale (8.700 spett.) |
| \| \| \| \| \| Cevoli 75’ \| Marcatori \| \|             |           |       |      |                         |
|                                                          |           |       |      |                         |
| Cevoli 75’                                               | Marcatori |       |      |                         |

| Trapani 5 marzo 1995 23ª giornata             | Trapani   | 0 – 1       | Reggina | Stadio Polisportivo Provinciale (1900 spett.) |
| \| \| \| \| \| \| Marcatori \| 18’ Carrara \| |           |             |         |                                               |
|                                               |           |             |         |                                               |
|                                               | Marcatori | 18’ Carrara |         |                                               |

| Reggio Calabria 12 marzo 1995, ore 14:30 24ª giornata | Reggina   | 1 – 0 | Casarano | Stadio Comunale (8.730 spett.) |
| \| \| \| \| \| Aglietti 16’ \| Marcatori \| \|        |           |       |          |                                |
|                                                       |           |       |          |                                |
| Aglietti 16’                                          | Marcatori |       |          |                                |

| Castellammare di Stabia 19 marzo 1995, ore 14:30 25ª giornata | Juventus Stabia | 1 – 1       | Reggina | Stadio Romeo Menti (2.011 spett.) |
| \| \| \| \| \| Bertuccelli 93’ \| Marcatori \| 26’ Carrara \| |                 |             |         |                                   |
|                                                               |                 |             |         |                                   |
| Bertuccelli 93’                                               | Marcatori       | 26’ Carrara |         |                                   |

| Gualdo Tadino 26 marzo 1995 26ª giornata     | Gualdo    | 0 – 1      | Reggina | Stadio Carlo Angelo Luzi (815 spett.) |
| \| \| \| \| \| \| Marcatori \| 63’ Pasino \| |           |            |         |                                       |
|                                              |           |            |         |                                       |
|                                              | Marcatori | 63’ Pasino |         |                                       |

| Arbitro: | Fausti (Milano) |

|             |           |              |
| Toscano 64’ | Marcatori | 75’ Tomasoni |

| Avellino 9 aprile 1995 28ª giornata            | Avellino  | 0 – 1        | Reggina | Stadio Partenio (23.499 spett.) |
| \| \| \| \| \| \| Marcatori \| 65’ Aglietti \| |           |              |         |                                 |
|                                                |           |              |         |                                 |
|                                                | Marcatori | 65’ Aglietti |         |                                 |

| Arbitro: | Pizzini (Verona) |

|                                 |           |            |
| Toscano 41’ Aglietti 65’ (Rig.) | Marcatori | 68’ Caputi |

| Pontedera 30 aprile 1995, ore 14:30 30ª giornata | Pontedera | 0 – 1      | Reggina | Stadio Ettore Mannucci (1700 spett.) |
| \| \| \| \| \| \| Marcatori \| 83’ Pasino \|     |           |            |         |                                      |
|                                                  |           |            |         |                                      |
|                                                  | Marcatori | 83’ Pasino |         |                                      |

| Reggio Calabria 7 maggio 1995, ore 14:30 31ª giornata | Reggina | 0 – 0 | Siracusa | Stadio Comunale (13.720 spett.) |

| Chieti 14 maggio 1995, ore 14:30 32ª giornata | Chieti | 0 – 0 | Reggina | Stadio Guido Angelini (1400 spett.) |

| Reggio Calabria 21 maggio 1995, ore 14:30 33ª giornata | Reggina   | 2 – 0 | Lodigiani | Stadio Comunale (10.000 spett.) |
| \| \| \| \| \| Aglietti 32’, 72’ \| Marcatori \| \|    |           |       |           |                                 |
|                                                        |           |       |           |                                 |
| Aglietti 32’, 72’                                      | Marcatori |       |           |                                 |

| Sora 28 maggio 1995, ore 14:30 34ª giornata                                | Sora      | 2 – 1          | Reggina | Stadio Claudio Tomei (900) |
| \| \| \| \| \| Barbera 16’ D'Ainzara 25’ \| Marcatori \| 15’ Giacchetta \| |           |                |         |                            |
|                                                                            |           |                |         |                            |
| Barbera 16’ D'Ainzara 25’                                                  | Marcatori | 15’ Giacchetta |         |                            |

### Coppa Italia

#### Primo turno eliminatorio coppa italia serie A e B
| Arbitro: | De Prisco (Nocera Inferiore) |

|                                    |                      |                                  |
| Melchiori 52’ (Aut.) Aglietti 90’  | Marcatori            | 20’ Ayew 46’ Ceramicola          |
| Visentin Aglietti Parpiglia Manari | Tiri di rigore 2 – 4 | Melchiori Ricci Olive Ceramicola |

#### Coppa Italia Serie C
| Reggio Calabria 26 ottobre 1994 1ª giornata | Reggina | 1 – 2 | Atletico Catania | Comunale (500 spett.) |

| Catania 8 dicembre 1994 1ª giornata | Atletico Catania | 2 – 1 | Reggina | Cibali (200 spett.) |

## Statistiche dei giocatori
| Giocatore     | Serie C1 | Serie C1 | Serie C1    | Serie C1   | Coppa Italia | Coppa Italia | Coppa Italia | Coppa Italia | Totale   | Totale | Totale      | Totale     |
| Giocatore     | Presenze | Reti     | Ammonizioni | Espulsioni | Presenze     | Reti         | Ammonizioni  | Espulsioni   | Presenze | Reti   | Ammonizioni | Espulsioni |
| ------------- | -------- | -------- | ----------- | ---------- | ------------ | ------------ | ------------ | ------------ | -------- | ------ | ----------- | ---------- |
| S. Merlo      | 34       | -16      | -           | 0          | 0            | 0            | 0            | 0            | 34       | -16    | 0           | 0          |
| C. Parpiglia  | 9        | 0        | -           | 0          | 1            | 0            | 0            | 0            | 10       | 0      | 0           | 0          |
| M. Poli       | 33       | 0        | -           | 0          | 0            | 0            | 0            | 0            | 33       | 0      | 0           | 0          |
| R. Cevoli     | 34       | 2        | -           | 0          | 0            | 0            | 0            | 0            | 34       | 2      | 0           | 0          |
| M. Carrara    | 32       | 3        | -           | 0          | 0            | 0            | 0            | 0            | 32       | 3      | 0           | 0          |
| A. Aglietti   | 32       | 20       | -           | 0          | 2            | 2            | 0            | 0            | 34       | 22     | 0           | 0          |
| R. Pasino     | 21       | 3        | -           | 0          | 0            | 0            | 0            | 0            | 21       | 3      | 0           | 0          |
| R. Crea       | 1        | 0        | -           | 0          | 0            | 0            | 0            | 0            | 1        | 0      | 0           | 0          |
| A. Montinaro  | 5        | 0        | -           | 0          | 0            | 0            | 0            | 0            | 5        | 0      | 0           | 0          |
| M. Mariotto   | 32       | 1        | -           | 0          | 0            | 0            | 0            | 0            | 32       | 1      | 0           | 0          |
| A. Visentin   | 15       | 3        | -           | 0          | 1            | 1            | 0            | 0            | 16       | 4      | 0           | 0          |
| G. Manari     | 22       | 3        | -           | 0          | 1            | 0            | 0            | 0            | 23       | 3      | 0           | 0          |
| E. Belmonte   | 20       | 1        | -           | 0          | 0            | 0            | 0            | 0            | 20       | 1      | 0           | 0          |
| M. Marin      | 24       | 0        | -           | 0          | 0            | 0            | 0            | 0            | 24       | 0      | 0           | 0          |
| D. Toscano    | 29       | 4        | -           | 0          | 0            | 0            | 0            | 0            | 29       | 4      | 0           | 0          |
| G. Giacchetta | 18       | 1        | -           | 0          | 0            | 0            | 0            | 0            | 18       | 1      | 0           | 0          |
| C. Morciano   | 1        | 0        | -           | 0          | 0            | 0            | 0            | 0            | 1        | 0      | 0           | 0          |
| S. Lanna      | 6        | 0        | -           | 0          | 0            | 0            | 0            | 0            | 6        | 0      | 0           | 0          |
| M. Vincioni   | 34       | 0        | -           | 0          | 0            | 0            | 0            | 0            | 34       | 0      | 0           | 0          |
| A. Guernier   | 1        | 0        | -           | 0          | 0            | 0            | 0            | 0            | 1        | 0      | 0           | 0          |
| S. Torbidoni  | 13       | 0        | -           | 0          | 0            | 0            | 0            | 0            | 13       | 0      | 0           | 0          |
| B. Cirillo    | 1        | 0        | -           | 0          | 0            | 0            | 0            | 0            | 1        | 0      | 0           | 0          |
| M. Tomaselli  | 3        | 0        | -           | 0          | 0            | 0            | 0            | 0            | 3        | 0      | 0           | 0          |
| C. Gioffrè    | 13       | 0        | -           | 0          | 0            | 0            | 0            | 0            | 13       | 0      | 0           | 0          |